# Министерство на аграрното развитие (Бразилия)
Министерство на аграрното развитие и семейсното земеделие (на португалски: Ministério do Desenvolvimento Agrário e Agricultura Familiar) е орган на Федералното правителство на Бразилия, който осъществява държавната политика в областта на развитието и модернизацията на земеделието и селските райони. Основната политика на министерството е насочена към провеждането на аграрна реформа, към регулирането на земеделската собственост в Амазония, към осигуряване на устойчиво развитие на семейното фермерство в селските райони, както и към идентификация, признаване, определяне, очертаване и наименуване на земите, обитавани от последните киломбо общности.

## Цели
Земеделският сектор има стратегическо значение за социално-икономическото развитие на Бразилия. То произвежда основни храни – зърно, плодове и месо, които са от основно значение за сигурността, здравето и благоденствието на бразилското общество. Голяма част от фибрите, използвани в текстилната индустрия и за екологични горива също се доставят от бразилския земеделски сектор. Освен с производствения си аспект, бразилският аграрен сектор е отговорен за възстановяването на водните източници и опазването на останалите природни ресурси на страната. Същевременно земеделският сектор в Бразилия е силно ориентиран към производство на продукция за експорт. Страната се оказва гигант на международните пазари за земеделска продукция: Бразилия генерира около половината от световния експорт на захар, една трета от световния дял на соя и соеви продукти и една четвърт от говеждото месо на световните пазари. Така аграрният сектор се оказва важен източник на приходи за държавата: земеделието генерира 30 процента от БВП на страната и осигурява работа на 37 процента от работещото население на страната. За неговото значение е показателен фактът, че през 2002 г. благодарение на аграрния сектор външнотърговското салдо на страната се оказва положително.
Това обаче се оказва само едната страна на действителността в бразилския земеделски сектор. От другата страна се намира действителният живот в повече от четири милиона малки семейни ферми, които представляват 85% от стопанствата в земеделския сектор и с това се оказват огромно мнозинство в него. Това, което характеризира тези стопанства, са ограничените им пазарни перспективи и липса на достъп до кредитиране, застраховане и технологични нововъведения. Новите бразилски правителства, които идват на власт в първите години на новото столетие, предприемат решителни стъпки към коренна реорганизация на бразилската икономика от неокласически модел към социална пазарна икономика, отчитаща интересите на всички социални слоеве на обществото. Това принуждава федералните власти да обърнат по-сериозно внимание и на противоречивата социална обстановка в бразилския аграрен сектор. Така след настъпването на новото хилядолетие бразилските правителства водят една последователна аграрна политика, специално ориентирана към нуждите на семейното фермерство.
Със създаването на Министерството на аграрното развитие през 2000 г. семейното фермерство получава представителство на високо политическо равнище. В същото време интересите на едрия, кокурентоспособен агробизнес остават защитени и продължават да се представят от Минитерството на земеделието, животновъдството и продоволствието. Това разделение на аграрната политика в Бразилия между две две отделни министерства е уникално за бразилската политика.
В съответствие с новата стратегия за развитие на аграрния сектор в страната са определени и основните цели на дейността на Министерството на аграрното развитие на Бразилия:
- демократизация на аграрните структури;
- насърчаване производството на основни храни;
- насърчаване на заетостта в селското стопанство и стимулиране на приходите от него;
- борба с глада и бедността;
- диверсификация на търговията и услугите в областта на земеделието;
- улесняване на достъпа до основни обществени услуги;
- редуциране на миграцията от земеделските райони към градовете;
- насърчаване на гражданското общество и социалната справедливост[6].

Идването на власт на президента Лула да Силва през 2003 г. помага на все още младото министерство да увеличи своето значение и увеличава значително неговия бюджет.
След встъпването си на власт през 2016 г. президентът Мишел Темер прекратява съществуването на Министерството на аграрното развитие, което е преобразувано в секретариат от структурата на Министерството на социалното и аграрното развитие., а по-късно изцяло преминава към структурите, подчинени пряко на Президентството.
През 2023 г. новоизбраният президент Лула да Силва възстановява Министерството на аграрното развитите, което получава ново име – Министерство ма аграрното развитие и семейсното земеделие. Освен че министерството възвръща почти изцяло предишните си функции, дейността му е разширена и върху сферите на агроекологията, продовлственото снабдяване и други.